# Escut de Maurici
L'escut de Maurici fou dissenyat per Johann van der Puf, batlle de Johannesburg, el 1906, basant-se en un d'anterior del 1896, al qual va fer lleugeres modificacions en les càrregues i va afegir-hi els suports. És reflectit a les Lleis de Maurici (Constitució) de 1990.
Dels seus components, el vaixell simbolitza el comerç marítim i alhora al·ludeix al descobriment de l'illa per part dels portuguesos. Els quarters inferiors simbolitzen el mateix que el lema nacional: «Maurici, clau i estel de l'Índic». Els suports són animals tradicionals de l'illa: el dodo, ocell endèmic mauricià extingit al segle xvii, i el sambar, una mena de cérvol importat de Java el 1639; tots dos aguanten unes canyes de sucre, base de l'economia illenca, que originàriament apareixien representades al segon quarter de l'escut, abans de la reforma del 1906.

## Blasonament
Escut quarterat en creu: al primer, d'atzur, un lymphad d'or; al segon, d'or, tres palmeres arrencades de sinople; al tercer, d'or, una clau de gules posada en pal, amb les dents a baix i mirant endins; i el quart, d'atzur, gaiat a la punta d'argent amb una estrella de cinc puntes d'argent al cap.
Com a suports: a la destra, un dodo tallat merletat de gules i d'argent; a la sinistra, un sambar trinxat merletat d'argent i de gules; cadascun sostenint una canya de sucre al natural.
Sota els suports de l'escut, una cinta amb el lema nacional en llatí: STELLA CLAVISQUE MARIS INDICI ('Estel i clau del mar de l'Índia').